# Helen Jahren
Mai Åse Helen Jahren, född 2 maj 1959, är en svensk oboist. Jahren har framfört många verk med nutida konstmusik av svenska tonsättare, såsom Sven-David Sandström, André Chini och Mårten Josjö.

## Priser och utmärkelser
- 1987 – Grammis för albumet Sheng – Verk av Bengt Hambraeus, Johannes Johansson och Rolf Martinsson (tillsammans med Hans-Ola Ericsson, orgel)
- 1987 – Svenska grammofonpriset för albumet Sheng – Verk av Bengt Hambraeus, Johannes Johansson och Rolf Martinsson (tillsammans med Hans-Ola Ericsson, orgel)
- 1998 – Ledamot nr 925 av Kungliga Musikaliska Akademien
- 2000 – Spelmannen
- 2003 – Sydsvenska Dagbladets kulturpris[1]
- 2006 – Medaljen för tonkonstens främjande[2]

## Diskografi
- Phono Suecia, PSCD 128 – Daniel Börtz: Oboekonsert, Kithairon för oboesolo; Lars Ekström: Oboekonsert, The accelerating Ice-cube för oboesolo; Göran Gamstorp: oboekonsert, Pulse för oboesolo (med Helsingborgs Symfoniorkester, Arvo Volmer)
- Caprice Records, CAP 21596 – Wolfgang Amadeus Mozart: Oboekonsert i C-dur: Johann Christian Bach: Oboekonsert nr 1 i F-dur och nr 2 i F-dur; Giuseppe Ferlendis: Oboekonsert i F-dur (med Musica Vitae, Peter Csaba)
- Ondine, ODE 855-2 – Jouni Kaipainen: Oboekonsert (med Radions symfoniorkester, Sakari Oramo)
- BIS, CD 377 – Alfred Schnittke: Konsert för oboe, harpa och stråkar (med Kjell-Axel Lier, New Stockholm Chamber Orchestra, Lev Markiz)
- Phono Suecia, PSCD 53 – Anders Nilsson: Ariel, Konsert för oboe och (med Esbo stadsorkester, Bjarte Engeseth)
- Malmö Audioproduktion, MAP R 8606 – Bengt Hambraeus: Sheng för oboe och orgel; Rolf Martinsson: Lontano för oboe och orgel; Johannes Johansson: Einige Veränderungen II för oboe och orgel (med Hans-Ola Ericsson, orgel)
- BIS, CD 460 – Johan Helmich Roman: Concerto Grosso in B flat major (med Musica Vitae, Wojciech Rajski)
- BIS, CD 427 – Alfred Schnittke: Concerto Grosso nr 4 / Symfoni nr 5 (med Göteborgs symfoniorkester, Neeme Järvi)
- BIS, CD 473/474 – Lars-Erik Larsson: Concertino för oboe och stråkorkester (med Musica Vitae, Lennart Hedwall)
- Aurora, ACD 4977 – Asbjørn Schaathun: A Tabular System... (med Oslo Sinfonietta, Christian Eggen)
- Caprice, CAP 21481 – Bohuslav Martinů: Oboekvartett
- Phono Suecia, PSCD 80 – André Chini: Illusions/Allusions